# Bogusław Zakrzewski
Bogusław Zakrzewski (ur. 17 marca 1935 w Ościsłowie) – polski dyplomata, badacz stosunków międzynarodowych i nauczyciel akademicki. Ambasador PRL w Tajlandii (1976–1979) i w Portugalii (1983–1986). Ambasador Rzeczypospolitej Polskiej w Brazylii (1997–2001).

## Życiorys
Urodził się w rodzinie żołnierza POW i Armii Krajowej oraz nauczycielki. Szkołę średnią ukończył w Rawie Mazowieckiej. W 1955 ukończył anglistykę na Uniwersytecie Warszawskim, następnie kształcił się na Uniwersytecie Pekińskim w dziedzinie sinologii i stosunków międzynarodowych. Początkowo pracował jako tłumacz w Komisji Współpracy Kulturalnej z Zagranicą, następnie w PISM oraz jako II sekretarz i attaché w Pekinie (1962–1967), następnie naczelnik Wydziału Chin, Korei i Mongolii MSZ. W 1974 zlecono mu organizację polskiej placówki dyplomatycznej w Bangkoku, którą zawiadywał do 1979 (od 1976 w randze ambasadora w Tajlandii). W latach 1979–1983 ponownie pracował w MSZ, a od 6 września 1983 do 1986 reprezentował Polskę w Portugalii jako ambasador nadzwyczajny i pełnomocny. Po powrocie do kraju zatrudniony jako naczelnik Wydziału Tłumaczy (do 1991), następnie w Biurze Stosunków Międzyparlamentarnych Kancelarii Sejmu jako sekretarz Polskiej Grupy Unii Międzyparlamentarnej. W listopadzie 1996 uzyskał nominację na funkcję ambasadora RP w Brazylii, którą pełnił w latach 1997–2001.
Został wykładowcą Europejskiej Wyższej Szkoły Prawa i Administracji oraz Szkoły Wyższej Psychologii Społecznej.
Żonaty z Olgą Tagajewą (również sinolożką). Odznaczony tajskim Orderem Słonia Białego, portugalskim Krzyżem Wielkim Orderu Zasługi (1989), brazylijskim Krzyżem Wielkim Orderu Krzyża Południa (2001).
Włada językami angielskim, rosyjskim, francuskim, portugalskim i chińskim.